# Aleksinac (općina)
 Aleksinac (srpski: Општина Алексинац) općina je u Nišavskom okrugu u Srbiji. Središte općine je grad Aleksinac.

## Stanovništvo
Prema popisu stanovništva iz 2002. godine općina je imala 57.749 stanovnika, dok je prema popisu iz 1991. godine imala 61.968 stanovnika.

## Administrativna podjela
Općina Aleksinac se dijeli na jedan grad i 72 naselja.

### Gradovi
- Aleksinac,
- Aleksinački Rudnik

### Naselja
- Aleksinački Bujmir
- Bankovac
- Beli Breg
- Belja
- Bobovište
- Bovan
- Bradarac
- Crna Bara
- Česta
- Čukurovac
- Ćićina
- Dašnica
- Deligrad
- Dobrujevac
- Donja Peščanica
- Donje Suhotno
- Donji Adrovac
- Donji Krupac
- Donji Ljubeš
- Draževac
- Glogovica
- Golešnica
- Gornja Peščanica
- Gornje Suhotno
- Gornji Adrovac
- Gornji Krupac
- Gornji Ljubeš
- Gredetin
- Grejač
- Jakovlje
- Jasenje
- Kamenica
- Katun
- Koprivnica
- Korman
- Kraljevo
- Krušje
- Kulina
- Lipovac
- Loćika
- Loznac
- Lužane
- Ljupten
- Mali Drenovac
- Moravac
- Moravski Bujmir
- Mozgovo
- Nozrina
- Porodin
- Prekonozi
- Prćilovica
- Prugovac
- Radevce
- Rsovac
- Rutevac
- Srezovac
- Stanci
- Stublina
- Subotinac
- Šurić
- Tešica
- Trnjane
- Vakup
- Veliki Drenovac
- Vitkovac
- Vrelo
- Vrćenovica
- Vukanja
- Vukašinovac
- Žitkovac

## Vanjske poveznice
- Službena stranice općine